# Dorothea Seeligmüller
Dorothea Seeligmüller (* 1876 in Halle/Saale; † 1951 in Weimar) war eine deutsche Kunstgewerblerin und Lehrerin an der Kunstgewerbeschule Weimar.

## Leben und Werk
Seeligmüller besuchte gegen den Willen ihrer Eltern die private Mal- und Zeichenschule von Margarethe von Brauchitsch in Halle und lernte in Otto Eckmanns Berliner Atelier Malerei. Von Henry van de Veldes Ideen fasziniert, wechselte Seeligmüller 1900 in dessen Berliner Atelier und kam so zum kunstgewerblichen Gestalten. 1901 lernte sie in Berlin die ebenfalls in Malerei ausgebildete Dora Wibiral kennen und lieben. Die beiden Frauen zogen 1902 nach Weimar und setzten ihr Studium bei Henry van de Velde in dessen Kunstgewerblichen Seminar fort. Laut van de Velde half Seeligmüller „mit besonderer Geschicklichkeit und außergewöhnlicher Sensibilität den Schülern bei ihrer Arbeit. Eine Sammlung der schönsten Beispiele der in diesen Kursen entstandenen abstrakten Kompositionen verblieb im Archiv des Instituts, solange ich die Direktion innehatte.“ Seeligmüller lebte mit Dora Wibiral in einer gleichgeschlechtlichen Beziehung.

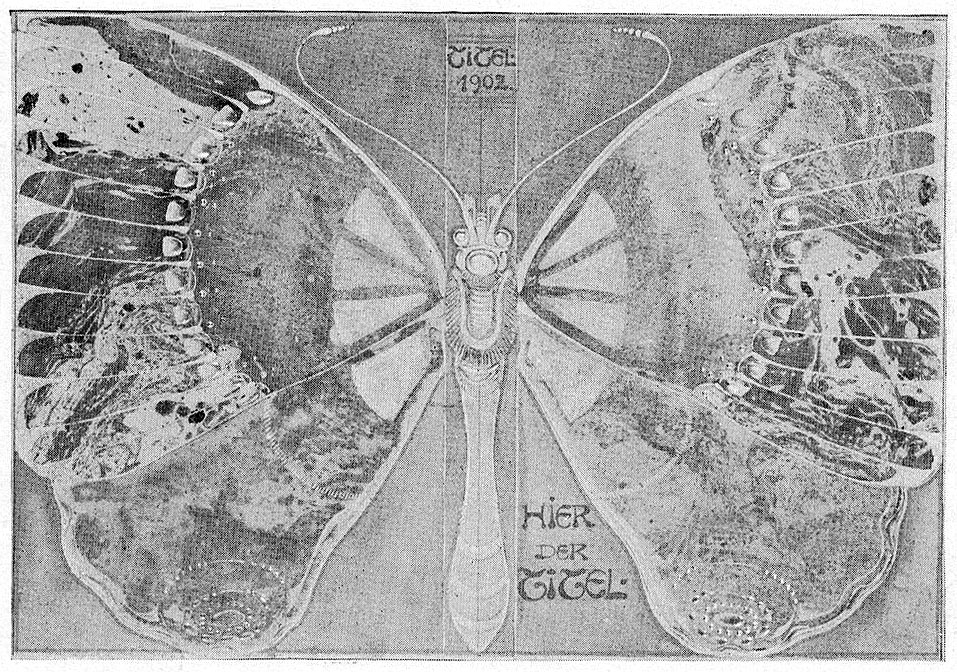
Dorothea Seeligmüller, Schmetterling, Preisausschreiben der Buchbinderei Fritzsche (Leipzig), 1902

1902 nahm Seeligmüller als eine von 437 Künstlern am Preisausschreiben der Buchbinderei Fritzsche (Leipzig) teil. Ihr Entwurf – fälschlicherweise unter „Seligmüller“ abgedruckt – zeigte einen Schmetterling und wurde mit einem Preisgeld von 75 Mark geehrt.
Nach einer gemeinsamen zweijährigen Weiterbildung in Schmuck- und Emailtechniken in Wien kehrten Seeligmüller und Wibiral 1906 nach Weimar zurück und gründeten ihre private Werkstatt für Goldschmiedearbeit und Emailtechniken in van de Veldes im Aufbau befindlicher Kunstgewerbeschule in Weimar. Statt Miete zu zahlen, unterrichteten sie die dortigen Schülerinnen und Schüler. Erst drei Jahre später erfolgte eine bezahlte Anstellung als Lehrerinnen der Kunstgewerbeschule. Seeligmüller lehrte das Studium der Farben und ihre Anwendung auf verschiedene Materialien wie Textilien, Tapeten, Verglasungen oder Linol. Wibiral unterrichtete Ornamentik. Offiziell unterrichtete Seeligmüller vom 1. Oktober 1909 bis zum 30. September 1915 zunächst als Lehrerin für Edelmetallarbeiten, ab 1911 Farbenunterricht und Edelmetallarbeiten, ab 1912 Farbenunterricht.
Trotz ihres unkonventionellen Lebensstils verkehrten die beiden Frauen in der gehobenen Weimarer Gesellschaft. Als aktive Mitglieder des Frauennetzwerkes um Elisabeth Förster-Nietzsche nahmen Dorothea Seeligmüller und Dora Wibiral regelmäßig an den Veranstaltungen im Nietzsche-Archiv teil und gestalteten Huldigungsschriften für die Schwester des Philosophen oder in deren Auftrag. Förster-Nietzsche unterstützte die Kunstgewerblerinnen, indem sie von ihnen gebatikte Kissen und Tischdecken erwarb und in der Bibliothek des Nietzsche-Archivs prominent platzierte. Mit Schmuck, Schalen, Knöpfen, Petschaften, Namensschildern, Grabplatten, mit bestickten oder gebatikten Decken, Kissen, Lampenschirmen und Taschen gestalteten Wibiral und Seeligmüller ästhetisch innovative Alltagsgegenstände für den modernen „Neuen Menschen“. Ihre Werke erzielten vor dem Ersten Weltkrieg Preise, waren bei internationalen Ausstellungen, u. a. bei der Internationalen Ausstellung für Buchgewerbe und Graphik (Bugra) zu sehen, wurden in der Fachpresse gelobt sowie von namhaften Museen in Leipzig, Brünn, Wien, Graz und Weimar erworben.
2021/22 widmete das Nietzsche-Archiv Weimar dem Künstlerinnenpaar Dora Wibiral und Dorothea Seeligmüller die Ausstellung „Offene Freundschaften“.